# جرج کوبایاشی
جرج کوبایاشی (به انگلیسی: George Kobayashi) بازیکن فوتبال اهل ژاپن و عضو تیم ملی فوتبال ژاپن است که در تاریخ ۱۶ ژوئیه ۱۹۷۲ میلادی اولین بازی ملی‌اش را انجام داد. او در ۳ بازی ملی حضور داشت و آخرین بازی ملی خود را در تاریخ ۲۲ ژوئیه ۱۹۷۲ میلادی انجام داد. جرج کوبایاشی در بازی‌های ملی‌اش
گلی به ثمر نرساند.